# Wilhelm Cohn
Pour les articles homonymes, voir Cohn.
Wilhelm Cohn est un joueur d'échecs allemand né le 6 février 1859 à Berlin en Prusse et mort le 17 août 1913 à Charlottenbourg.
En 1896, Wilhelm Cohn remporta le Hauptturnier (tournoi des non maîtres, tournoi d'accession au tournoi principal) du dixième congrès allemand d'échecs disputé à Eisenach.
En 1898, Cohn finit deuxième du onzième congrès allemand d'échecs disputé à Cologne, à égalité avec Mikhaïl Tchigorine et Rudolf Charousek, derrière le vainqueur Amos Burn.